# الجدول الزمني للحرب الأهلية الصومالية 2023
هذا الجدول الزمني يلخص أحداث العام 2023 ضمن أحداث الحرب الأهلية الصومالية (2009-الآن) .

## يناير
- 4 يناير: تفجيرات محاس [الإنجليزية]، استهدفت حركة الشباب مقرا للسياسيين وسوقا في مقاطعة محاس بمحافظة هيران بوسط الصومال.[1]

## أبريل
- 11 أبريل - وصل الأمين العام للأمم المتحدة أنطونيو غوتيريش إلى العاصمة الصومالية مقديشو لإجراء محادثات بشأن مساعدات الحرب.[2]
- 22 أبريل - قُتل 21 شخصًا في هجوم استهدف منطقة ماساجاواي.[3]

## مايو
- 4 مايو - أعلنت الحكومة الفيدرالية الصومالية عن انخفاض بنسبة 70٪ في هجمات حركة الشباب.[4]

- 26 مايو - دارت معركة بولو مرير [الإنجليزية] بعد هجوم شنته حركة الشباب على القوات الأوغندية التابعة لبعثة الاتحاد الإفريقي الانتقالية في الصومال.

## يونيو
- 10 يونيو - هاجم مسلحون من حركة الشباب فندقا في مقديشو يُطل على شاطئ ليدو ما أسفر عن مقتل ستة مدنيين وثلاثة جنود وسبعة من المهاجمين.[5]

## يوليو
- 24 يوليو - قُتل ما لا يقل عن 30 جنديًا من الجيش الوطني الصومالي، وأصيب آخرون بعد أن فجر انتحاري من حركة الشباب نفسه في معسكر للتدريب في مقديشو.[6]

## أغسطس
- 26 أغسطس - قُتل ما لا يقل عن 13 من مقاتلي حركة الشباب في غارة جوية أمريكية في محيط سييرا، على بعد حوالي 45 كيلومترًا شمال غرب كيسمايو، عاصمة ولاية جوبا لاند جنوب الصومال.[7]

## سبتمبر
- 29 سبتمبر - فجر انتحاري من حركة الشباب نفسه في مقهى في العاصمة الصومالية مقديشو؛ ما أسفر عن سبعة أشخاص على الأقل.[8]

## أكتوبر
- 4 أكتوبر - قُتل ما لا يقل عن 20 جنديًا من الجيش الصومالي في معركة مع مسلحي حركة الشباب في ولاية غلمدغ في منطقة تُعرف باسم غابة شبيلو.[9]